# نهر بوسينا
نهر بوسينا ( (بالبرتغالية: Ribeirão Bocaina‏) ) نهر ولاية ساو باولو في جنوب شرق البرازيل . وهو رافد لبارايبا دو سول.
تتم حماية المياه من خلال 292,000 هكتار (720,000 أكر) من منطقة مانانسيايس دو ريو بارايبا دو سول لحماية البيئة، التي أنشئت في عام 1982 لحماية مصادر نهر بارايبا دو سول.